# 徐颂陶
徐颂陶（1938年1月—2016年6月9日），上海崇明人，中华人民共和国政治人物。

## 生平
1960年1月加入中国共产党。1962年毕业于复旦大学新闻系，同年10月参加工作。1977年5月起，历任中华人民共和国铁道部政治部办公室秘书处秘书、铁道部人民铁道报理论部负责人。1981年8月，任中华人民共和国国家人事局政策研究室副处长。1982年12月起，历任中华人民共和国劳动人事部办公厅秘书处副处长、党组秘书、办公厅副主任、政策研究室副主任。1988年7月，任中华人民共和国人事部政策法规司司长。1995年2月任人事部党组成员、副部长。2009年6月退休。
政协第九届、第十届全国委员会委员。
2016年6月9日逝世。